# 致全城與全球

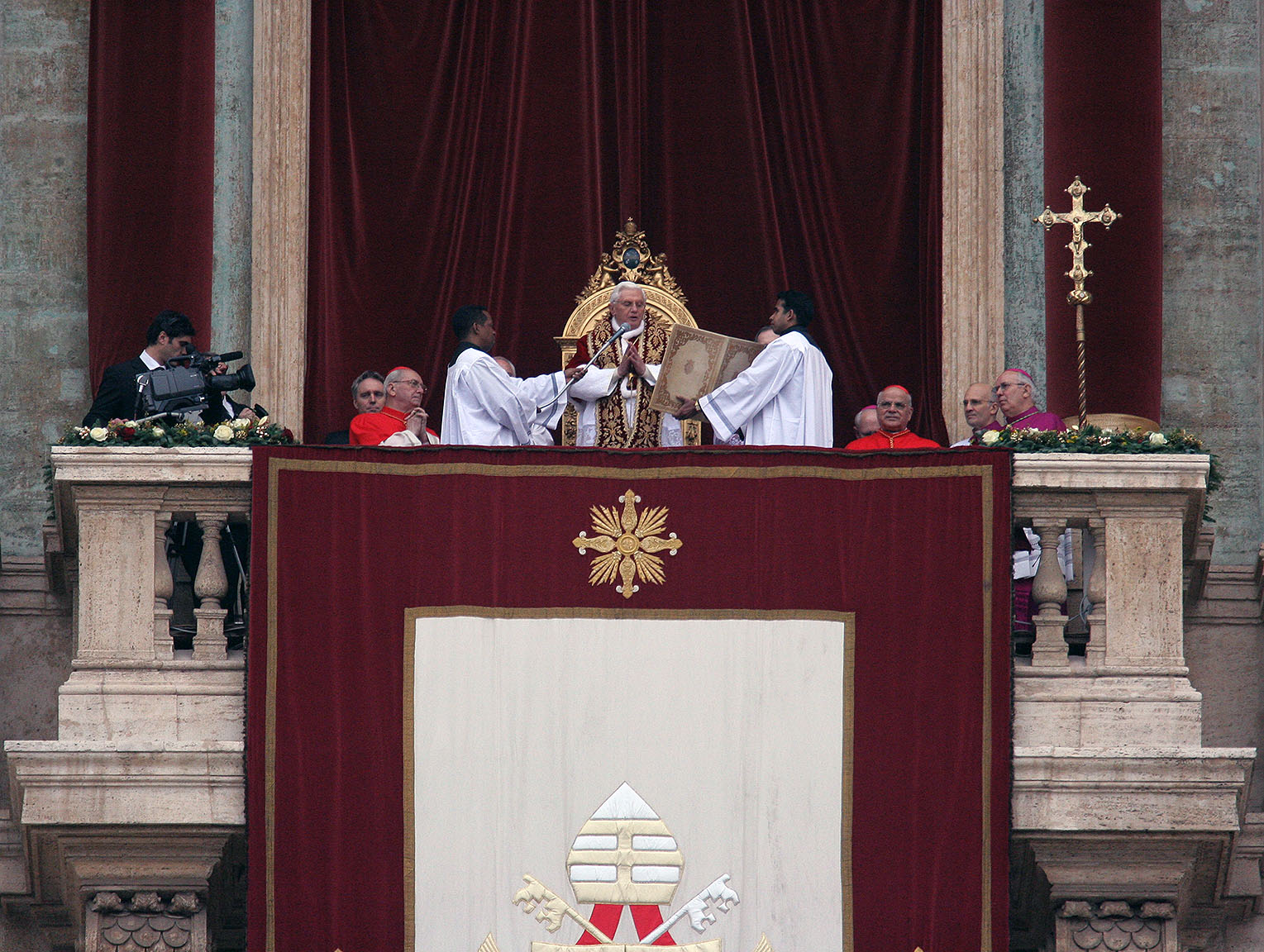
教宗本篤十六世在2008年聖誕節在梵蒂岡聖伯多祿大殿向聖伯多祿廣場的信眾發表《致全城與全球》文告。

《致全城與全球》（拉丁語：Urbi et Orbi）是教宗在特定時節對全羅馬城和全世界的文告。現在，聖誕節和復活節的《致全城與全球》會透過歐洲廣播聯盟廣播。